# Lemmus trimucronatus
Lemmus trimucronatus là một loài động vật có vú trong họ Cricetidae, bộ Gặm nhấm. Loài này được Richardson mô tả năm 1825.